# Zoarces viviparus
Zoarces viviparus es una especie de pez de la familia de los Zoarcidae en el orden de los perciformes.

## Morfología
- Los machos pueden llegar a alcanzar los 52 cm de longitud total.[1] i 510 g de pes.[2]
- Piel viscosa y color variable.[3]

## Reproducción
El apareamiento tiene lugar entre agosto y septiembre. La fertilización es interna y la hembra tiene entre 30 y 400 crías de 35-55 mm de largo.
Científicos descubrieron que este pez amamanta a sus crías cuando son embriones dentro del cuerpo de la madre.

## Alimentación
Come gasterópodos, quironómidos, crustáceos y alevines de peces hueso.

## Depredadores
Es depredado por la foca de Groenlandia (Phoca groenlandica).

## Hábitat
Es un pez de mar y de Clima templado y demersal que vive entre 0-40 m de profundidad.

## Distribución geográfica
Se encuentra en el Atlántico nororiental: Bélgica, Dinamarca, Estonia, Finlandia, Alemania, Irlanda, Letonia, Lituania, los Países Bajos, Noruega, Polonia, Rusia, Suecia, Inglaterra, Escocia y Gales.

## Observaciones
Es inofensivo para los humanos.